# Liste der Kulturdenkmäler in Ehlscheid
In der Liste der Kulturdenkmäler in Ehlscheid sind alle Kulturdenkmäler der rheinland-pfälzischen Ortsgemeinde Ehlscheid aufgeführt. Grundlage ist die Denkmalliste des Landes Rheinland-Pfalz (Stand: 9. Februar 2023).

## Einzeldenkmäler
| Bezeichnung        | Lage                 | Baujahr         | Beschreibung                                                     | Bild            |
| ------------------ | -------------------- | --------------- | ---------------------------------------------------------------- | --------------- |
| Wohnhaus           | Rheinstraße 26 Lage  | 18. Jahrhundert | Fachwerkhaus, teilweise massiv und verschiefert, 18. Jahrhundert | Fotos hochladen |
| Wohn- und Gasthaus | Wilhelmstraße 5 Lage | 18. Jahrhundert | Wohn- und Gasthaus; Fachwerkbau, 18. Jahrhundert                 | Fotos hochladen |